# Sericanthe chevalieri
Sericanthe chevalieri är en måreväxtart som först beskrevs av Kurt Krause, och fick sitt nu gällande namn av Elmar Robbrecht. Sericanthe chevalieri ingår i släktet Sericanthe och familjen måreväxter.

## Underarter
Arten delas in i följande underarter:
- S. c. chevalieri
- S. c. coffeoides
- S. c. velutina